# Мітрідат I Ктіст
Мітрідат I Ктіст (*д/н —266 до н. е.) — володар Понту у 302 до н. е.—266 до н. е. роках, з 281 року — цар, засновник Понтійського царства.

## Походження
Мітрідат I Ктіст є представником династії Мітрідатідів, які ведуть свій рід від одного із «семи персів», що вбили мага Гаумату при Дарії I Гістаспі. Безпосередні предки Мітрідата правили в Кіосі і Мірлеї в Місії. Вони декларували себе нащадками сатрапа Аріобарзана, правителя Геллеспонтійської Фригії і Даскілеї.
Цим одним із «семи персів» Мітрідатіди називають Отана, брата Артаксеркса II Мнемона. Отан відігравав провідну роль в заколоті проти Гаумати, за що був нагороджений царем Дарієм I володіннями в Каппадокії. Саме на це спадкове право не раз посилатимуться царі Понту для виправдання своїх територіальних захоплень.

## Заснування Понтійського царства
Вперше в історичних джерелах Мітрідат I Ктіст згадується у світлі таких подій. У 302 році до н. е. через підозру у зраді був убитий сатрап Кіосу і Аррін Мітрідат II Кійський, син Аріобарзана. Його спадкоємцем став Мітрідат I Ктіст, якому довелося рятуватися втечею від переслідування. Утік він у родові володіння своїх предків в Пафлагонії. Відповідно до даних Плутарха, Мітрідат заволодів великою і багатою країною, ставши засновником династії понтійських царів. Аппіан оповідає, що Мітрідат втік до Каппадокії з шістьма вершниками і укріпився там у якомусь містечку. Оскільки македонці були зайняті міжусобицями, то до Мітрідата долучилося багато народу і це дозволило йому швидко заволодіти не лише Каппадокією, а й сусідніми територіями і племенами, що жили біля Понту Евксинського. Влада Мітрідата в цих районах була дуже міцною, що сприяло закріпленню на престолі його дітей.
З 302/301 по 297 роки до н. е. Мітрідат I здійснив великі територіальні надбання. Страбон каже, що укріпившись в Кіміаті Мітрідат був «володарем Понту». Цим грецьким терміном у Понтійській і Селевкідській державах називали намісника-правителя області царства, який хоч і підпорядковувався царю, але фактично користувався великою часткою самостійності. Очевидно, до отримання царського титулу Ктіст за юридичним статусом прирівнювався до сатрапа, правителя Понтійської Каппадокії при Ахеменідах і македонцях. Після проголошення Мітрідата царем, сатрапом продовжував себе вважати якийсь час лише Аріарат II, а тому він займав нижче положення, ніж Мітрідат I.

## Прийняття царського титулу
У 297 році до н. е. разом із царем сусіднього Віфінського царства Зіпойтом Мітрідат I Ктіст прийняв титул царя. Оголошення себе царем через п'ять років після появи в Кіміаті мало на меті показати, що Мітрідат I Ктіст став найбільш популярною фігурою серед каппадокійців і пафлагонців. У ньому бачили хранителя споконвічних іранських традицій на противагу грекомакедонським, людину, що мала законні права на ці області як представник роду Отана, який отримав тут владу від самого Дарія I Гістаспа. Царя Мітрідата сприймали і як безпосереднього спадкоємця Дарія III, останнього царя Персії, який боровся з Александром Македонським, в особі якого всіх македонців розглядали як противників. Варто зазначити, що серед населення Каппадокії панували дуже сильні антимакедонські настрої.

## Північна Ліга
Антимакедонські настрої Мітрідата I стали причиною загострення відносин з Селевком I Нікатором. Цар Віфінії Зіпойт перебував у поганих відносинах з Селевком I, який, не бажаючи посилення Мітрідата I, послав у Каппадокію війська на чолі з полководцем Діодором. Останній був розбитий і повернувся ні з чим. Майже одночасно з експедицією Діодора на північний захід Малої Азії був направлений інший полководець Афродісій. Для створення потужної сили, здатної чинити опір Селевкідам була створена Північна Ліга — союз грецьких міст півночі Малої Азії і деяких елліністичних монархів. Серед засновників є і Мітрідат I Ктіст.
Між 280 і 278 роками до н. е. Мітрідат I вийшов зі складу Північної Ліги, що сталося, ймовірно, після укладення в 279 році до н. е. миру і союзу Антіоха I і Антигона Гоната і у зв'язку із посиленням в Малій Азії пергамського правителя Філетера, прихильника Селевкідів. Іншою причиною розриву з Лігою було те, що Мітрідат Ктіст не досяг своїх цілей. У ті роки Понтійське царство не мало виходу до моря, тому, налагодивши зв'язки з грецькими містами узбережжя Чорного моря, понтійський цар розраховував, що зуміє зміцнити позиції на малоазійському березі Понту Евксинського. Однак після утворення Північної Ліги стало ясно, що у надбанні територій на узбережжі зацікавлена Гераклея Понтійська. Це могло призвести до зіткнення з Понтом, цар якого, не псуючи відносин з членами Ліги, переорієнтувався на досягнення згоди із Селевкідами і їх союзниками.
І все ж при Мітрідаті Ктісті царство отримало вихід до моря. На драхмах Аміса родоського зустрічаються скорочення імен монетних магістратів, аналогічні тим, які засвідчені на золотих статерах Мітрідата Ктіста.

## Підсумки правління
Мітрідат I Ктіст помер у 266 році до н. е., залишивши після себе державу, що простягалася на сході до ріки Фермодонт, на півдні до рік Іріс і Галіс, на заході охоплювала узбережжя Пафлагонії.